# Vienne-la-Ville
Vienne-la-Ville är en kommun i departementet Marne i regionen Grand Est (tidigare regionen Champagne-Ardenne) i nordöstra Frankrike. Kommunen ligger i kantonen Ville-sur-Tourbe som tillhör arrondissementet Sainte-Menehould. År 2022 hade Vienne-la-Ville 162 invånare.

## Befolkningsutveckling
Antalet invånare i kommunen Vienne-la-Ville
| Referens: INSEE |